# Pseuderimerus corianderi
Pseuderimerus corianderi is een vliesvleugelig insect uit de familie Torymidae. De wetenschappelijke naam is voor het eerst geldig gepubliceerd in 2012 door Narendran & Mercy.